# Cantó de la Tor de França
El cantó de la Tor de França és una divisió administrativa francesa, entre la Catalunya Nord i Occitània, al departament dels Pirineus Orientals.

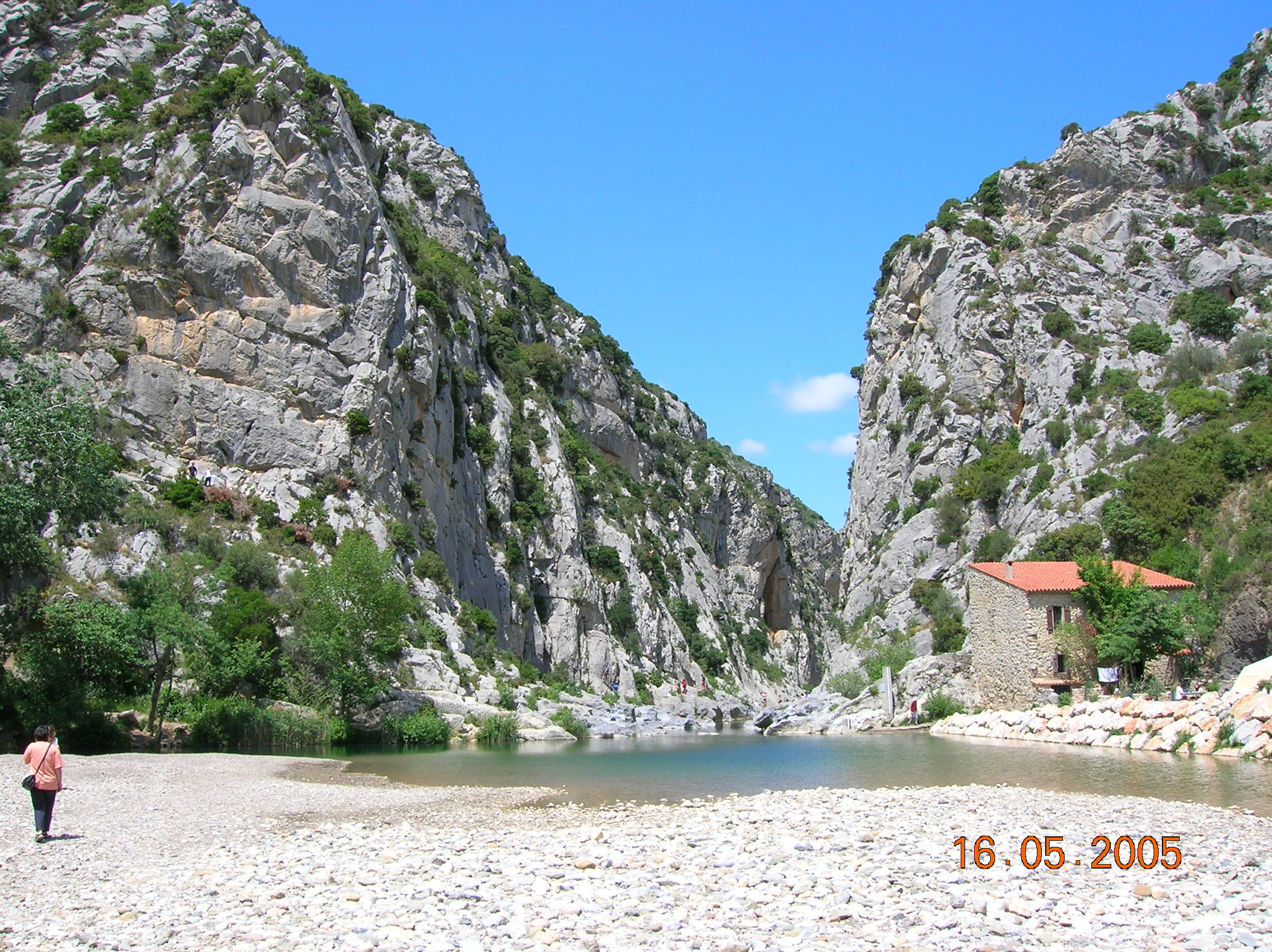
Gorges prop de Talteüll, amb la cova de l'Aragó al fons

## Composició
El cantó de la Tor de França està compost per 10 municipis, que formen part de la comarca de la Fenolleda i del Rosselló:
- De la Fenolleda:
  - La Tor de França (capital del cantó)
  - Bellestar (oc: Belhestar)
  - Cassanyes (oc: Cassanhes)
  - Rasigueres (oc: Rasiguères)
  - Caramany (oc: Carmanh)
  - Planeses
  - Lançac

- Del Rosselló:
  - Estagell
  - Talteüll
  - Montner

## Història
El cantó de La Tor existeix des de 1790. A partir de 1801 fou anomenat canton de Latour o canton de Latour-de-France. El cantó d'Estagell fou suprimit en 1801 i les comunes d'Estagell, Montner i Talteüll foren integrades al cantó de La Tor de França.
El 29 de març de 1936 la comuna de Montalbà del Castell passà del cantó de La Tor de França al cantó de Vinçà. Per la mateixa raó passà del districte de Perpinyà al districte de Prada.
En la nova divisió administrativa del 2014, aquest cantó va ser suprimit, i les seves comunes s'integraren en el cantó de la Vall de l'Aglí, amb capitalitat a Ribesaltes.

## Consellers generals
| Data d'elecció       | Identitat                    | Partit                  | Qualitat                                                    |
| -------------------- | ---------------------------- | ----------------------- | ----------------------------------------------------------- |
| 1833-1842            | Grégoire Gironne             |                         |                                                             |
| 1842-1843            | Jacques Méric                |                         |                                                             |
| 1843-1848            | Bruno Magloire de Lafabrègue |                         |                                                             |
| 1848-1852            | Clément Ducruc               |                         | Maire d'Estagell (1825-1830)                                |
| 1852-1864            | Auguste Napoléon Lloubès     |                         | Maire de Perpinyà (1848-1852)                               |
| 1864-1880 (décès)    | Justin Massot                | Republicà               | Metge a Perpinyà                                            |
| 1880-1881            | Théophile Julia              | Republicà               |                                                             |
| 1881-1886            | Eugène Ramon                 | Republicà               |                                                             |
| 1886-1892 (dimissió) | Joseph Triquéra              | Republicà               |                                                             |
| 1892-1898 (decés)    | Philippe Morat               | Republicà               | Maire d'Estagell (1896-1899)                                |
| 1899-1903 (decés)    | Joseph Durand                | Rad.                    |                                                             |
| 1904-1904            | Elie Delcros                 | Rad.                    | Advocat - Senador (1897-1904) Maire de Perpinyà (1890-1892) |
| 1904-1928            | Joseph Soubielle             | Socialista després SFIO | Agricultor - Maire d'Estagell (1904-1935)                   |
| 1928-1940            | Hippolyte Marty              | Rad. (Camille Pelletan) | Negociant en vins Maire de La Tor de França                 |
| 1945 - 1951          | Marcel Barrère               | PCF                     | Agricultor                                                  |
| 1951 - 1964          | Arthur Conte                 | SFIO després RGRIF      | Diputat (1951-1962 ; 1968-1973)                             |
| 1964-1976            | Émile Montagné               | SFIO després PS         | Maire d'Estagell (1959-1976)                                |
| 1976 - 2008          | Antoine Sarda                | PCF                     | Maire d'Estagell (1976-2001)                                |
| 2008 - 2015          | Guy Ilary                    | SE                      | Maire de Talteüll                                           |